# Xantusia sherbrookei
Xantusia sherbrookei (нічна ящірка Шербрука) — вид сцинкоподібних ящірок родини нічних ящірок (Xantusiidae). Ендемік Мексики.

## Поширення і екологія
Нічні ящірки Шербрука відомі за типовим зразком, зібраним на Каліфорнійському півострові, за 9,6 км на північ від Ла-Поза-Гранде в штаті Південна Нижня Каліфорнія, на висоті 50 м над рівнем моря.